# Zalmoxis soerenseni
Zalmoxis soerenseni is een hooiwagen uit de familie Zalmoxioidae.